# Cyrtopodion kachhensis
Cyrtopodion kachhensis este o specie de șopârle din genul Cyrtopodion, familia Gekkonidae, descrisă de Ferdinand Stoliczka în anul 1872.

## Subspecii
Această specie cuprinde următoarele subspecii:
- C. k. ingoldbyi
- C. k. kachhensis